# Leucemia mastocitaria

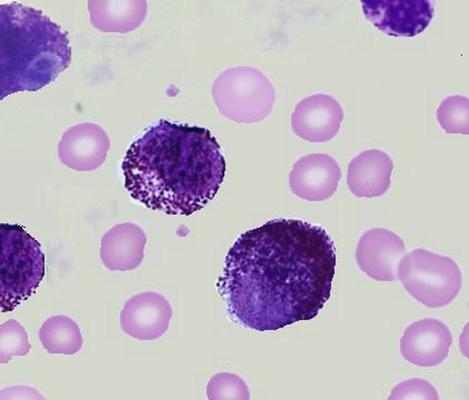

La leucemia mastocitaria è una condizione ematologica molto rara causata da una distorta proliferazione dei mastociti. Rientra sia nel gruppo delle leucemia che in quello delle mastocitosi. Rappresenta l'1% di tutte le mastocitosi.

## Storia
La mastocitosi leucemica è stata descritta per la prima volta nel 1906 da Joachim.

## Epidemiologia
La leucemia mastocitaria è una rarissima variante della leucemia mieloide acuta, costituisce approssimativamente l'1% di tutte le mastocitosi sistemiche, l'incidenza è stimata essere tra 1/200 000 e 1/2 000 000
L'età media alla diagnosi è di 51 nella forma de-novo, e di 35 anni nella forma secondaria. La leucemia mastocitaria de-novo è più frequente nelle donne (60% delle diagnosi di LM); è più frequente nei caucasici, mentre è molto più rara negli asiatici.

## Sintomatologia
La sintomatologia della mastocitosi leucemica è analoga a quelle di tutte le forme gravi di mastocitosi sistemica.
| Sintomo                              | Incidenza (%) | Valore prognostico       |
| ------------------------------------ | ------------- | ------------------------ |
| Epato-splenomegalia                  | 90            | sfavorevole              |
| Astenia                              | 78            | neutro                   |
| Rossore cutaneo                      | 60            | favorevole               |
| Febbre                               | 52            | neutro                   |
| Perdita di peso (>10% peso corporeo) | 38            | sfavorevole              |
| Malessere                            | 36            | neutro                   |
| Diarrea                              | 28            | sfavorevole              |
| Anoressia                            | 20            | sfavorevole              |
| Tachicardia                          | 20            | molto sfavorevole        |
| Poliachiuria                         | 7             | neutro                   |
| Sintomi neuropsichiatrici            | 6             | estremamente sfavorevole |
| Osteoporosi severa                   | 6             | sfavorevole              |

## Diagnosi
Data la rarità, la diagnosi di questo tumore è spesso molto complicata, tuttavia la diagnosi di mastocitosi leucemia viene formulata sulle indagini istologiche e citologiche, nella stragrande maggioranza dei pazienti affetti da leucemia mastocitaria presenta mastociti dall'aspetto atipico, irregolare, immaturo, con nucleo bi- o multilobato oppure, a volte, con aspetto morfologico tipo blastico. La diagnosi di LM tipica si attesta, quando nel midollo osseo vi è almeno il 20% di mastociti immaturi sulla conta totale di tutte le cellule ematopoietiche.
Tuttavia, se la conta di mastociti atipici nel midollo osseo si attesta attorno al 10% di tutte le cellule totali, si attesta la diagnosi di leucemia mastocitaria aleucemica.

### Caratteristiche di laboratorio
La percentuale di mastociti circolanti nella LM varia dallo 0% al 75% della conta ematica. La leucemia mastocitaria aleucemica è la forma più frequente; l'anemia è sempre presente alla diagnosi con i valori di emoglobina medio di 9.9 g/dL (con punte di 9,0 g/dL nelle forme de-novo, e di 11.0 g/dL nella forma secondaria), la conta di piastrine media è di 110 G/L. La conta media di blasti mastocitari alla diagnosi si attesta ad una media del 50% (forchetta 20-100%) senza distinzioni tra le tre forme principali.

#### Morfologia
La morfologia delle cellule con la leucemia mastocitaria è simile a quella dei mastociti affetti da mastocitosi, mostrano anomalie a carico dell'estensione citoplasmatica, un nucleo irregolare e particolarmente eccentrico e citoplasma ipogranulato.

#### Immunofenotipo
Nella mastocitosi leucemica, le mutazioni genetiche ed epigenetiche sono dimostrate attraverso la citometria di flusso oppure attraverso l'immunochimica istologica. Le espressioni CD2 e/o CD25 sono le mutazioni genetiche con il maggior riscontro.
Tuttavia vi sono alcune forme che hanno le espressioni:
- CD123
- CD34
- HLA-DR
- CD117
- FceR

Il 60% delle leucemie mastocitarie presentano la mutazione genetica KIT D816V; il 40% dei casi, invece esprime la mutazione TET2

#### Caratteristiche molecolari e citogenetiche
Un profilo citogenetico normale è stato dimostrato normale nell'83% dei casi, Il 9% dei casi esprime la mutazione 5q, la percentuale dei casi restante esprime le mutazioni t(10;16)(q22;q13q22) e t(8;21)(q22;q22).

## Trattamento
Il trattamento va adottato -data l'aggressività di questa patologia- immediatamente dopo la diagnosi; la terapia si basa sulla chemioterapia ad alte dosi e quando possibile il trapianto di cellule staminali emopoietiche e/o terapie biologiche ed immunitarie.

### Chemioterapia
La terapia di elezione è la poli-chemioterapia, si impiegano steroidi, interferone-alfa, 2cloro-deossi-adeosina, Imatinib, Masitinib, Dasatinib, PKC 412 (Midostaurin; Novartis); tuttavia il trattamento farmacologico raramente dà una buona risposta alla leucemia.

### Trapianto di midollo osseo
Nella maggior parte dei casi, la sola chemioterapia non dà la risposta attesa, e per questo si ricorre spesso al trapianto di cellule staminali emopoietiche (anche senza indurre alla remissione); alcune volte il trapianto di midollo osseo può portare verso una remissione completa.

## Prognosi
La prognosi è estremamente sfavorevole e la mediana di sopravvivenza non supera spesso i 6 mesi.Orphanet: Leucemia mastocitaria